# Света Петка (Върбен)
Вижте пояснителната страница за други значения на Света Петка.
„Света Петка“ (на македонска литературна норма: „Света Петка“) е църква в село Върбен, част от Дебърско-Кичевската епархия на Македонската православна църква – Охридска архиепископия. Църквата е католикон на Върбенския манастир.